# Сейшелы (фильм)
«Сейшелы» (пол. Seszele) — польский художественный фильм, снятый режиссёром Богуславом Линдой на киностудии ZEBRA в 1990 году.
Режиссёрский дебют известного польского киноактёра Богуслава Линды

## Сюжет
Психологическая драма с элементами юмора и гротеска, показывающая потерянных людей, не имеющих цели в жизни, лишенных своей мечты, про жизнь, которую можно, охарактеризовать, как дурдом — бордель.
У мелкого воришки Стефека (Збигнев Замаховский) возникли неприятности с полицией и преступным миром. В поисках спасения он находит убежище в психиатрической больнице, где рассказывает пациентам об экзотических Сейшельских островах, райском уголке, где всегда светит солнце.
Бандиты нападают на его след и пытаются заставить вернуть долг, Стефек сбегает и попадает в местный оперный театр, где устраивается ночным сторожем. Вскоре он обнаруживает, что театр ночью превращается в публичный дом, в котором он играет роль охранника. Заработанные деньги решает отложить для погашения долга.
Однажды в театре появляется Дудзьо (Тадеуш Шимкув), бывший сосед по больничной палате, который мечтает попасть на Сейшельские острова. Вскоре их дорога пересечëтся с бандитами…

## В ролях
- Збигнев Замаховский — Стефек
- Тадеуш Шимкув — Дудзьо
- Ханна Полк — Иолка
- Марек Вальчевский — Сковронский, директор театра
- Малгожата Немирская — оперная примадонна
- Леон Немчик — Поземский, клиент борделя
- Гражина Шаполовская — пани Гражина
- Гжегож Цеховский — посланник пани Гражины
- Тадеуш Ломницкий — оперный певец
- Рышард Петруский — оперный певец
- Марек Котерский — доктор Яник
- Гражина Барщевская — оперная певица и другие.